# 束穗山
束穗山（泰雅語：Taboho，意為生活用具編織之地；日治時以日文漢字「 Tabaho」轉譯；有些地圖錯標為「東穗山」）為台灣中央山脈北段宜蘭支脈的一座山峰，鄰近南湖大山東北側，標高2764.703公尺，設有三等三角點標號6343，是南澳群泰雅族由匹亞南鞍部翻越南湖大山往南澳遷徙的比亞毫古道途中重要據點。位在宜蘭縣南澳鄉金洋村境內，西南方距離花蓮縣邊界約4公里，於宜蘭縣與花蓮縣交接的和平溪及其支流闊闊庫溪上游的集水地區、太平山國家森林遊樂區以南，武陵農場的東北方向。距宜蘭縣大同鄉四季村約二十公里。束穗山地區目前劃歸羅東林管處和平事業區。

## 地理環境
束穗山在台灣地理學上歸屬於中央山脈宜蘭支脈太平山地區。鄰近山地等高綫密集，懸崖陡峭、山谷深邃，登山難度高。西南方向則鄰近中央山脈高山最北段，臺中市、宜蘭縣、花蓮縣交界的南湖山群，於南湖大山東北峰往東北再往東分出的支脈上。南方隔著闊闊庫溪源頭與馬比杉山對望。

## 登山路線
日治時1914年4–5月，測量技師野呂寧一行34人與原住民武裝護衛隊275人，沿大濁水北溪南澳群泰雅大部落比亞毫社傳統獵路，從南湖山區的東方，經束穗山上登，向南穿越闊闊庫溪上游，越嶺馬比杉山支稜，進入大濁水南溪上源谷地，登頂南湖大山，再由奇烈亭路線下山，此為首次有記錄的非原住民攀登南湖大山與地理測量。:66-77
束穗山可由宜蘭縣南澳鄉南澳村進入、再走比亞豪山道（舊武塔古道）；或由宜蘭縣大同鄉四季村的四季林道進入，經由南湖北山抵達束穗山。現今這兩個方向均遇「束穗斷崖」而完全斷裂，隔斷南澳村至四季村的原有比亞豪山道路段，屬於登山危險路徑。
1988年台大登山社南湖11路會師，其中一路北西稜線在抵達南湖圈谷後，續行南湖東南稜，沿南湖東南峰東北支稜，下降至闊闊庫溪上游，過溪後往上游沿支流溪谷獵路，上登至束穗山西側鞍部，再往東沿稜登上束穗山。:170-176
2011年8月10日，著名的技術登山家林克孝，探訪南澳群泰雅族遷徙史中，由匹亞南鞍部翻越南湖大山通往比亞毫部落的古道時，急切想找到史料所載大濁水北溪與束穗山間的路，於束穗山斷崖，因抓附的樹枝斷裂而墜谷身亡。1914年當時野呂寧登南湖測量隊路線所經的束穗山路段，現早已崩斷而無法通過。

## 參閲
- 嘉平林道
- 南澳古道
- 加羅湖
- 發徒山大瀑布
- 比亞毫社部落
- 流興社部落
- 舊金洋部落
- 台灣古道
- 莎韻之鐘

## 外部連結
- 中華民國協會－台灣高山明細表
- 地圖產生器－台灣的高山列表